# Samorodowo
Samorodowo (ros. Самородово) – osiedle w Rosji, w obwodzie orenburskim, w okręg miejski Orenburga. W 2010 liczyło 1629 mieszkańców.